# Thrimby
Thrimby är en by i Little Strickland civil parish, i Cumbria i England. Thrimby var en civil parish 1866–2019 när det uppgick i Little Strickland. Parish hade 30 invånare år 2001.